# Maha al-Khalil Chalabi

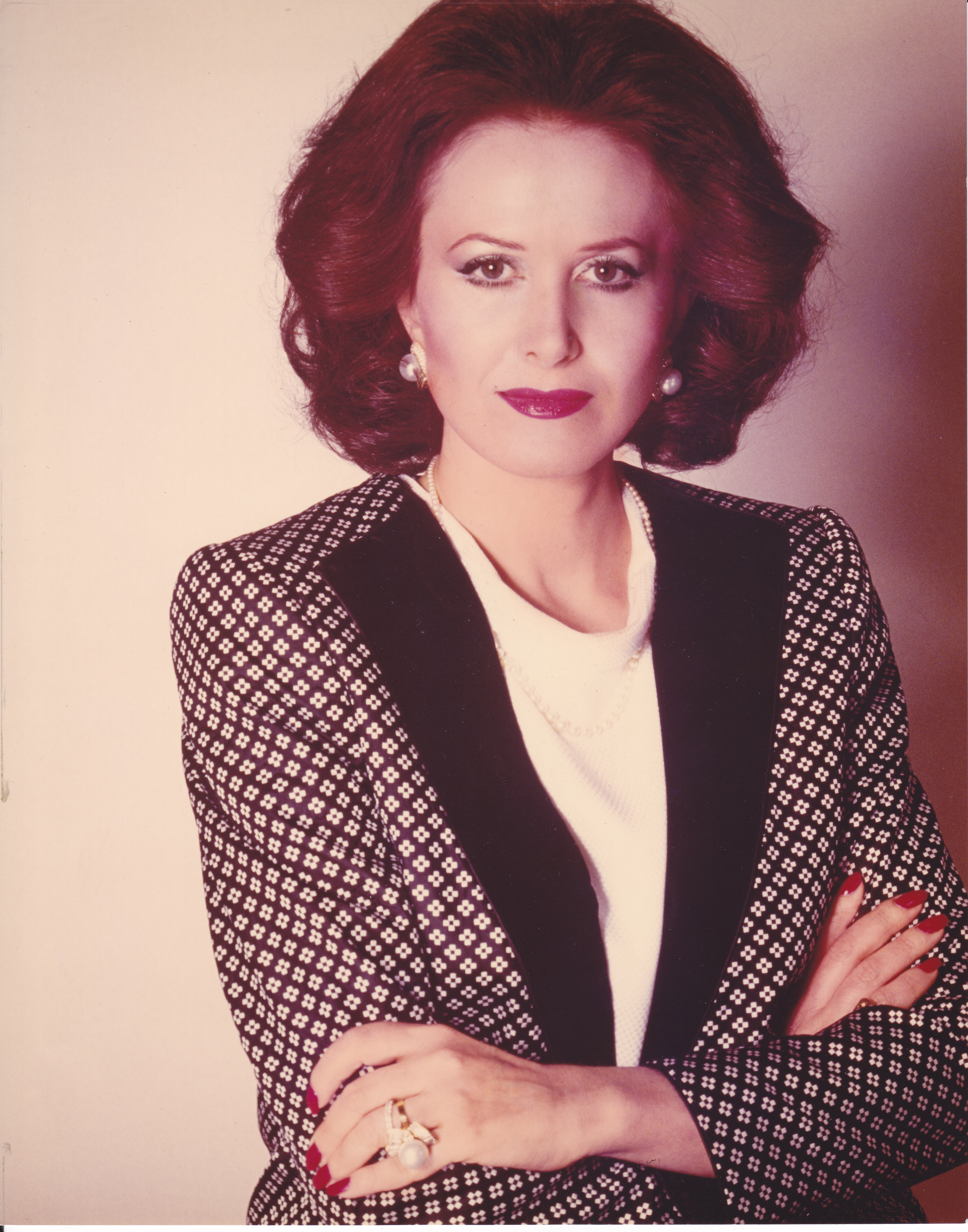
Maha El Khalil Chalabi

Maha al-Khalil Chalabi (arabisch مهى الخليل الشلبي; * 2. April 1938 in Tyros) ist eine libanesische Kulturmanagerin. Sie ist Generalsekretärin der Association Internationale pour la Sauvegarde de Tyr (AIST) und Goodwill-Botschafterin der UNESCO.

## Herkunft

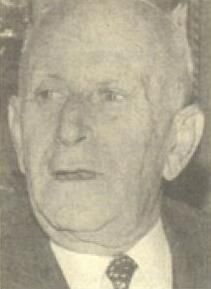
Kazem al-Khalil

Maha al-Khalil Chalabi nennt ihren Vater Kazem al-Khalil (1901–1989) als Hauptinspirationsquelle für ihre kulturellen Aktivitäten. Er entstammte einer schiitischen Familie von Landadligen in Jabal Amel im heutigen Südlibanon. Als bei der ottomanischen Landreform von 1858 einige wenige Familien zulasten der bäuerlichen Bevölkerung große Landflächen in ihren Besitz bringen konnten, stieg die Getreidehändler-Familie al-Khalil vom Klassenrang der Wujaha [Edlen] in den Rang der Zu'ama [Feudalherren] in Tyrus auf. Die ungebildete Bevölkerung von Jabal Amal lebte in Angst vor ihren Grundherren und der osmanischen Beamtenschaft. Die Khalils hatten den Ruf mit ihren uralten Methoden besonders rau und hart zu sein.
Maha al-Khalils Großvater Ismail Yahia al-Khalil wurde der erste Bürgermeister von Tyros, als die Französische Kolonialverwaltung den neuen Staat Großlibanon unter dem Schutz des Völkerbunds und der Verwaltung durch Frankreich am 1. September 1920 proklamierte. In den Folgejahren gab die Mandatsregierung den herrschenden Familien wie den al-Khalils freie Hand bei der Mehrung ihres Vermögens und der Ausweitung ihrer Clan-Macht. Kazem al-Khalil wurde 1937 erstmals zum stellvertretenden Mitglied des libanesischen Parlaments gewählt und blieb mehr als zwei Dekaden in diesem Amt. Als enger Anhänger von Präsident Camille Chamoun war er Minister in verschiedenen Kabinetten zwischen 1953 und 1958 und erwarb sich den Ruf als besonders tougher Machtmensch.
Während der Libanonkrise 1958 kam es zu einem eskalierenden Machtkampf von Kazem al-Khalil mit Ahmed al-Asaad und seinem Sohn Kamil al-Asaad aus einer rivalisierenden schiitischen Familie, bei dem im Frühjahr mindestens sieben Anti-Khalil-Demonstranten in Tyrus ums Leben kamen. Die gewalttätigen Auseinandersetzungen hielten länger als zwei Wochen an, bis das Asaad-Lager und seine Baath-Verbündeten – angeführt von Sayyid Jafar Sharafeddin, dem Sohn von Imam Sayed Abdul Hussein Sharafeddin – im Mai die Oberhand gewannen. Die Lage entspannt sich im September, als Chamoun zurücktrat. Al-Khalil kehrte noch 1958 zurück, es kam aber mehrmals zu bewaffneten Angriffen auf ihn. 1960 verlor er seinen Parlamentssitz an.
Maha al-Khalils Mutter Muzain war die Tochter von Ibrahim Haydar, Shi’te Za’im (Singular von Zu’ama) aus der Bekaa-Ebene und Schwiegervater des befreundeten Clan-Chefs Adel Osseiran, einem Führer der libanesischen Unabhängigkeitsbewegung. Kazem al-Khalil und seine Frau hatten drei Söhne und zwei Töchter.
1960 heiratete Maha al-Khalil den irakischen Geschäftsmann Talal Chalabi, einen Bruder des Bankers und Politikers Ahmad Chalabi. Die Familie Chalabi waren Nachfahren einer schiitischen Kaufmanns- und Bankerdynastie in Bagdad. Maha al-Khalil Chalabi und Talal Chalabi haben einen Sohn, Bashar, und zwei Töchter, Rim und Périhane, die in Frankreich unter dem Namen Péri Cochin als Fernsehmoderatorin bekannt ist.

### Ausbildung
Maha al-Khalil besuchte in Beirut ein vom Franziskaner-Orden geführtes Gymnasium. Sie absolvierte ein sozialwissenschaftliches Studium an einer französischen Universität in Beirut. Im Anschluss studierte sie Kunst und Philosophie an der Libanesisch-Amerikanische Universität (BUC) in Beirut und schloss ein politikwissenschaftliches Studium an der Rechtsfakultät der Université Saint-Joseph ab.
Später besuchte sie die École pratique des hautes études (EPHE) an der Sorbonne in Paris und promovierte im Fach Geschichte. Ihre Dissertation von 1984 behandelte Reisebeschreibungen von Tyros zwischen dem 16. und 19. Jahrhundert.

### Berufliche, kulturelle und politische Aktivitäten

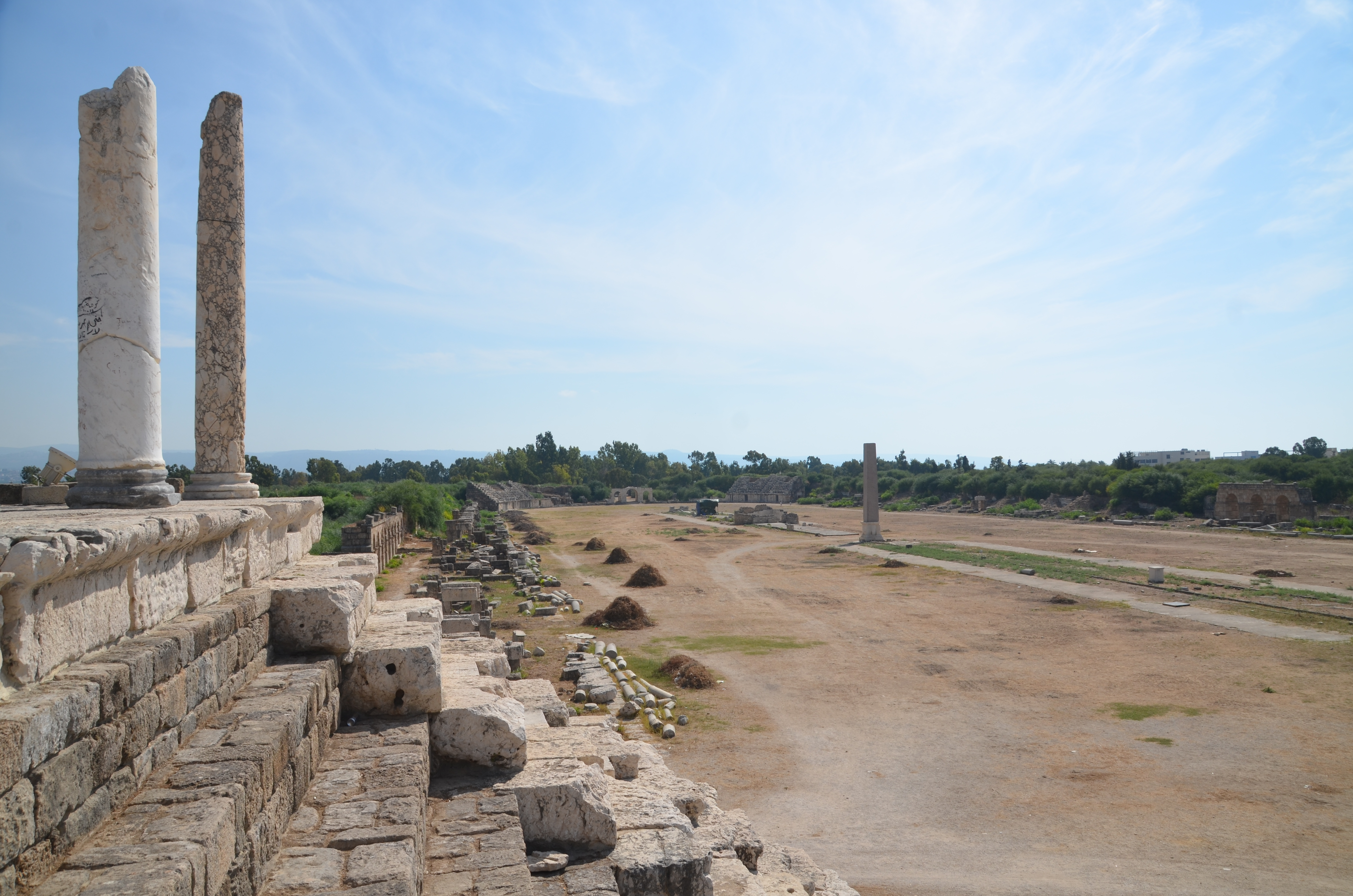
Das römische Hippodrom in Tyros

In den frühen 1970er Jahren gelang der Familie al-Khalil ein politisches Comeback. 1971 wurde Mahas Bruder Khalil al-Khalil libanesischer Botschafter beim iranischen Schah-Regime, er hatte diese Position bis 1978 inne. Bei der Parlamentswahl 1972 errang Mahas Vater Kazem al-Khali nach über 10 Jahren seinen Sitz wieder und wurde auch wieder Minister, zunächst als Arbeits- und Sozialminister, dann von 1973 bis 1974 als Justizminister. In diesen Jahren war er einer der schärfsten Gegner der bewaffneter palästinensischer Milizen, die in der Gegend von Tyrus eine starke Präsenz aufbauten.
1972 organisierte Maha al-Khalil Chalabi erstmals das kommerzielle Tyre International Festival, bei dem beispielsweise Wagenrennen im römischen Stil im Hippodrom von Tyros durchgeführt wurden. In den folgenden Jahren wurde sie zum Mitglied des Exekutivkomitees des Libanesischen Roten Kreuzes gewählt. Ihre Kulturarbeit wurde beeinträchtigt durch den Ausbruch des Libanesischer Bürgerkriegs 1975.
1976 übernahmen lokale Kommandeure der Palästinensische Befreiungsorganisation (PLO) die Kontrolle über die Verwaltung von Tyros mit Unterstützung durch Verbündete der Lebanese Arab Army (LAA) und proklamierten die „Volksrepublik Tyros“. Eine der Residenzen von Kazem al-Khalil wurde gesprengt und Teile seines Vermögens wurden beschlagnahmt. Er zog in eine Villa im christlich dominierten Ostbeiruter Stadtteil Hazmieh, während Maha al-Khalil Chalabi nach Paris ins Exil ging.
Durch die Kämpfe zwischen Israel und der PLO wurden auch die archäologischen Stätten in Tyros in Mitleidenschaft gezogen; al-Khalil Chalabi startete eine Kampagne bei internationalen Institutionen zum Schutz der historischen Relikte. Im Mai 1980 gründete sie die Association Internationale pour la Sauvegarde de Tyr (AIST) beim Hauptquartier der UNESCO in Paris.
Kurz nach der Invasion der Israelischen Verteidigungsstreitkräfte (IDF) während des Libanonkriegs 1982, in dessen Verlauf nach Angaben der libanesischen Regierung allein in der Region Tyros rund 1.200 Zivilisten getötet und mehr als 2.000 verletzt wurden, richteten die IDF einen Militärposten in der Stadt ein und finanzierten die Rückkehr von Kazem al-Khalil. Als seine Versuche einer Verständigung mit der Amal-Bewegung scheiterten, baute er mit israelischer Unterstützung eine eigene Miliz aus armen, jungen Schiiten auf. Diese Kollaboration diskreditierten und delegitimierten ihn jedoch in den Augen vieler Schiiten und schufen einen Konflikt mit den Syrern. Von den Folgen dieser Fehleinschätzung erholte er sich nach Einschätzung von Beobachtern politisch nicht mehr voll.
In der Zwischenzeit waren die Bemühungen seiner Tochter Maha erfolgreich, Anerkennung für den kulturellen Status von Tyros zu finden. 1984 erhielt die Stadt die offizielle Anerkennung als UNESCO-Welterbestätte. Al-Khalil Chalabi bedauerte jedoch, dass ihre anschließenden Bemühungen für den Erhalt der tyrischen Stätten von der Amal-Bewegung unter der Führung von Nabih Berri behindert wurden, die nach dem Abzug der israelischen Streitkräfte 1985 die Macht in der Region Tyrus übernahm. Berris Ehefrau Randa gründete eine eigene konkurrierende Organisation („National Association for the Protection of the Heritage of South Lebanon“).
Ende der 1980er Jahre erlitt Maha al-Khalil weitere Rückschläge: als Ahmad Chalabis „Petra Bank“ mit Sitz in Amman im August 1989 kollabierte, wurde ihr Ehemann Talal Chalabi beschuldigt, sich begünstigt durch seinen Bruder durch Betrug um 200 US$ bereichert zu haben. Ahmad Chalabi soll später die US-Regierung und die britische Regierung mit Falschinformationen versorgt haben, die sie eventuell zur Invasion des Irak 2003 veranlassten.
Am 22. April 1990 starb der Familienpatriarch Kazem an einem Herzanfall. Das erste Mal seit 27 Jahren im Pariser Exil kam al-Khalil Chalabi zurück in den Libanon.
2009 war Maha al-Khalil Initiatorin und Mitbegründerin der „Liga kanaanitischer, phönizischer und punischen Städte“. Sie erreichte im Laufe der Jahre auch die Aufnahme dreier weiterer libanesischer Städte in das UNESCO-Welterbe: Baalbek, Byblos und Anjar.
2013 startete al-Khalil Chalabiin in Zusammenarbeit mit Sotheby’s eine Online-Verlosung zur Finanzierung des Kunsthandwerkerdorfs „Les Ateliers de Tyr“ am Rande der Stadt. Die Teilnehmer konnten Lose für 100 Euro erwerben, um das Gemälde „Mann mit Opernhut“ von Pablo Picasso aus dem Jahr 1914 zu gewinnen. Bei der Verlosung kamen 5,26 Mio. US$ zusammen. Das Bild erhielt ein 25-jähriger Brandschutzbeauftragter aus Pennsylvania.
Im Juni 2015 organisierte al-Khalil Chalabi eine Konferenz in der US Library of Congress über das antike Tyros. Im Februar 2016 wurde al-Khalil Chalabi von der Exekutivdirektorin der UNESCO Irina Bokowa zur Goodwill-Botschafterin ernannt in Anerkennung ihrer Verdienste um die „Liga kanaanitischer, phönizischer und punischen Städte“, ihre Arbeit für AIST und ihre Fondation Tyr, die ihre Geschäftsstelle in der Avenue Foch in Paris hat.
Im September 2017 eröffnete al-Khalil „Les Ateliers“ in der Nähe von Tyros in einem Orangengarten von 7300 m².

## Auszeichnungen
1986 wurde al-Khalil Chalabi zur Ritterin des nationalen Verdienstordens und zur Offizierin des Ordens der Künste und der Literatur der französischen Republik ernannt. 1988 verlieh ihr der libanesische Präsident Amin Gemayel den Titel Offizierin des Natürlichen Ordens der Zeder.
2017 wurde sie als Arab Woman of the Year für ihre Verdienste um die Kultur durch die London Arabia Organization ausgezeichnet.

## Publikationen
- Rapports Occident-Orient analysés à travers les récits de voyageurs à Tyr du XVIe au XIXe siècle. Université libanaise, Beirut 1998.
- Art phénicien: expressions néo-phéniciennes. editions Georges Naef, Genf 2008, ISBN 978-2-8313-0400-7.